# Wymordowanie kompanii porucznika „Poboga”
Wymordowanie kompanii porucznika „Poboga” – domniemana egzekucja 152 powstańców warszawskich ze Zgrupowania AK „Krybar” wziętych do niewoli na Powiślu. Według pierwszego historyka powstania, Adama Borkiewicza, masakra jeńców miała zostać dokonana przez SS-manów z pułku specjalnego SS Dirlewanger w dniu 5 września 1944 r. Przez wiele lat uchodziła za jedną z największych zbrodni popełnionych przez Niemców na wziętych do niewoli żołnierzach AK. Obecnie jednak opisany przez Borkiewicza przebieg wydarzeń jest kwestionowany.

## Przebieg masakry według Adama Borkiewicza
4 września 1944 r. niemieckie oddziały (pułk specjalny SS Dirlewanger oraz 608 pułk zabezpieczenia), które prowadziły wcześniej zaciekłe walki o Stare Miasto. przystąpiły do szturmu na zajęte przez powstańców Powiśle. Atak poprzedziło intensywne bombardowanie dzielnicy. Przeważające siły nieprzyjaciela szybko złamały opór powstańców. Niemieckie bomby unieruchomiły elektrownię przy ulicy Elektrycznej. Opanowane przez powstańców dzielnice Warszawy zostały pozbawione prądu, co spowodowało szczególne utrudnienia dla warsztatów produkcji broni i drukarń.
Adam Borkiewicz podał w swej monografii Powstanie warszawskie. Zarys działań natury wojskowej, że podczas zaciekłych walk w dniu 5 września Niemcy odcięli wśród zabudowań ulicy Leszczyńskiej 152 żołnierzy z 4. kompanii porucznika „Poboga” (Zgrupowanie Krybar). Esesmani z pułku specjalnego SS Dirlewanger mieli następnie rozstrzelać wszystkich wziętych do niewoli AK-owców. Wskazywał w tym kontekście na dzienny raport GA „Środek” z 6 sierpnia, w którym zapisano, iż "…w Warszawie zlikwidowano 152 bandytów na jednym z dziedzińców przez 2 strzelców ckm z grupy Dirlewangera".
Stąd wymordowanie kompanii porucznika „Poboga” stanowiłoby w tym wypadku jedną z największych niemieckich zbrodni popełnionych na wziętych do niewoli powstańcach warszawskich. Masakra kwalifikowałaby się nie tylko jako pogwałcenie prawa międzynarodowego (rządy zachodnich aliantów uznały Armię Krajową za organizację kombatancką i integralną część Polskich Sił Zbrojnych) ale stałaby również w sprzeczności z komunikatem Deutsche Nachrichtenbüro z 3 września 1944 r., oficjalnie uznającym prawa kombatanckie żołnierzy AK.

## Podważenie wersji mówiącej o wymordowaniu jeńców
Powyższą interpretację wydarzeń, o których mowa w raporcie dziennym GA „Środek”, powtarzali za Borkiewiczem także inni historycy zajmujący się tematyką powstania warszawskiego - m.in. Władysław Bartoszewski, Hans von Krannhals i Marek Getter. Informacja o wymordowaniu kompanii „Poboga” znalazła się nawet w internetowym kalendarium powstania, opublikowanym na oficjalnej stronie internetowej miasta Warszawy.
Jako pierwszy wersję wydarzeń przedstawioną przez Borkiewicza zakwestionował Włodzimierz Rosłoniec w wydanej w 1989 r. książce pt. Grupa "Krybar" Powiśle 1944. Opierając się na informacjach zawartych w odnalezionym archiwum Zgrupowania „Krybar”, jak również na relacjach weteranów, Rosłoniec podawał, iż w dniach 5 i 6 września 1944 r. ze składu kompanii „Poboga” ubyło bezpowrotnie nie więcej jak 35 ludzi. Wysunął stąd teorię, iż „152 zlikwidowanych bandytów”, o których mowa w raporcie dziennym GA „Środek” było zapewne rozstrzelanymi gdzieś na Powiślu cywilami, których Niemcy fałszywie zaliczyli do grona zabitych powstańców, aby zawyżyć w ten sposób sukcesy brygady Dirlewangera.